# Fellenberg (ciruela)
Fellenberg Zwetsche sinonimia : Italian Prune es una variedad cultivar de ciruelo (Prunus domestica), de las denominadas ciruelas europeas.
Una variedad de ciruela muy antigua, cuyo origen se desconoce, probablemente del sur de Europa. Las frutas tienen talla de tamaño mediano de forma ovalada ligeramente asimétrica, piel azul oscuro recubierta de abundante pruina, fina, violácea, y una pulpa color amarillo verdoso a marrón claro, con textura firme, fina, moderadamente jugosa, ligeramente aromática, con un sabor agradablemente dulce. Fruta de mesa aromática y amante del calor, muy extendida en Italia, Suiza y Alemania. Tolera las zonas de rusticidad según el departamento USDA, de nivel  4, 5, 6, 7, 8, 9.

## Sinonimia
- "Italian Prune",
- "Italian Quetsche",
- "Italiänische Zwetsche",
- "Fellenberger Zwetsche",
- "Italiaanse Kwets",
- "Altesse double",
- "Altesse Double de Liège",
- "Auguste Zwetsche",
- "Blauwe Kwets",
- "Bleue d’Italie",
- "Dubbele Bakpruim",
- "Grosse Englische",
- "Limburgse Kwets",
- "Prune d’ltalie",
- "Quetsche d’Italie",
- "Schweizer Zwetsche",
- "Semiana",
- "Zoete Kwets".[2]

## Historia
'Fellenberg Zwetsche' sinónimo : "Italian Prune" es una variedad muy antigua, originada en Italia al menos a principios del siglo XIX, es muy común en el norte de Italia especialmente en las proximidades de Milán. Una fruta de mesa aromática y amante del calor, muy extendida en Suiza.
'Italian Prune' ha sido descrita por : 1. Lond. Hort. Soc. Cat. 152. 1831. 2. Prince Pom. Man. 2:78. 1832. 3. Kenrick Am. Orch. 262. 1832. 4. Manning Book of Fruits 106. 1838. 5. Am. Pom. Soc. Cat. 214, 220. 1856. 6. Downing Fr. Trees Am. 381. 1857. 7. Cultivator 8:52 fig. 1860. 8. Hogg Fruit Man. 366. 1866. 9. Downing Fr, Trees Am. 924. 1869.  10. Pom. France 7:No. 22, fig. 1871. 11. Mas Le Verger 6:69, fig. 35. 1866-73.  12. Oberdieck Deut. Obst. Sort. 442. 1881. 13. Lauche Deut. Pom. No. 2, Pl. 4, 22. 1882. 14. Barry Fr. Garden 412. 1883. 15. Cat. Cong. Pom. France 360. 1887. 16. Mathieu Nom. Pom. 436. 1889. 17. Wickson Cal. Fruits 358. 1891. 18. Guide Prat. 155, 362. 1895. 19. Oregon Sta. Bul. 45:23 fig. 1897. 20. Cornell Sta. Bul. 131:187, fig. 44. 1897. 21. Wash. Sta. Bul. 38:7, 8. 1899. 22. W. N.Y. Hort. Soc. Rpt. 44:92. 1899. 23. Waugh Plum Cult. in fig. 1901. 24. USDA Div. Pom. Bul. 10:6. 1901. 25. Mass. Sta. An. Rpt. 17:158. 1905.

## Características
'Fellenberg Zwetsche' árbol de vigoroso crecimiento, productor sano, de fuerza media, que produce con regularidad, pero a veces de forma moderada. Floración muy tardía, por lo que no es muy sensible a las heladas nocturnas. También apto para suelos ligeros. Requiere suelo ligero y una posición soleada. Tiene un tiempo de floración que comienza a partir del 16 de abril con el 10% de floración, para el 20 de abril tiene una floración completa (80%), y para el 29 de abril tiene un 90% de caída de pétalos.
'Fellenberg Zwetsche' tiene una talla de tamaño pequeño a mediano, de forma elíptico alargada, muy ventruda, asimétrica, con la sutura profunda, que divide la fruta de manera desigual; epidermis abundantemente recubierta de pruina azulado violácea, ligera pubescencia, casi imperceptible alrededor del punto pistilar, siendo la piel suave, fina y bastante dura se separa fácilmente de la pulpa, de color azul amoratado casi negro, no siempre uniforme pudiendo verse a veces placas verde amarillentas del color del fondo, punteado muy abundante, diminuto, blanquecino con aureola morada casi inapreciable, zonas peduncular y de la sutura libres de punteado; Pedúnculo bastante grueso, largo y recto se encuentra en una pequeña cavidad plana; pulpa de color amarillo verdoso a marrón claro, con textura firme, fina, moderadamente jugosa, ligeramente aromática, con un sabor agradablemente dulce.
Hueso semi libre, a veces ligera adherencia en las caras laterales, tamaño mediano, elíptico alargado, aplastado, muy asimétrico, zona ventral muy estrecha, surcos laterales poco marcados, el dorsal estrecho y profundo, caras laterales semi rugosas.
Su tiempo de recogida de cosecha se inicia en su maduración desde mediados de septiembre hasta principios de octubre.

## Progenie
- La variedad de ciruela 'Elena'® es el resultado del cruce de las variedades 'Fellenberg' como "Parental Madre" x fecundada por el polen de la variedad 'Stanley' como "Parental Padre", en 1980 por Walter Hartmann en la Universidad de Hohenheim, situada en Stuttgart, Alemania. Se comercializó en 2005 como marca registrada®.[10]
- La variedad de ciruela 'Seneca' es el resultado del cruce de las variedades 'Italian Prune' como "Parental Madre" x fecundada por el polen de la variedad 'Prinlew' como "Parental Padre", ciruela criada en 1937 en la «"New York State Agricultural Experiment Station"» "NYAES", Geneva (Estados Unidos).[11]

## Usos
La ciruela 'Fellenberg Zwetsche' se comen crudas de fruta fresca en mesa, en macedonias de frutas, pero también en postres, repostería, como acompañamiento de carnes y platos. Se transforma en mermeladas, almíbar de frutas, compotas.
En Lorena, Alsacia, y la región de Basilea, el "quetsche" es el aguardiente obtenido por destilación de ciruelas fermentadas. Se consume fresco o a la temperatura de la taza de café. Fue uno de los constituyentes del "diaprun" soluble de la farmacopea marítima occidental en el siglo  XVIII .
Es la base de Pflaumenmus y Powidl. 
También se utiliza para hacer la tarta de ciruelas pasas el día del ayuno de Ginebra.
También se usa para hacer alcohol como slivovitz, particularmente en los países eslavos de Europa central y balcánica (República Checa, Eslovaquia, Eslovenia, Polonia, Serbia, Montenegro, Croacia) pero también en Hungría y Rumanía.

## Cultivo
Parcialmente autofértil, es una muy buena variedad polinizadora de ciruelos 'Mirabelle'.